# 253 (tal)
253 är det naturliga talet som följer 252 och som följs av 254.

## Inom vetenskapen
- 253 Mathilde, en asteroid.

## Inom matematiken
- 253 är ett udda tal.
- 253 är ett semiprimtal
- 253 är det 22:a triangeltalet.
- 253 är ett centrerat heptagontal
- 253 är ett centrerat nonagontal
- 253 är ett Ulamtal.
- 253 är ett Heptanaccital.
- 253 är ett stjärntal.